# Zygmunt Pankowski
Zygmunt Antoni Pankowski (ur. 31 marca 1910 w Sanoku, zm. 26 stycznia 1995 tamże) – polski pracownik pocztowy związany z Sanokiem.

## Życiorys

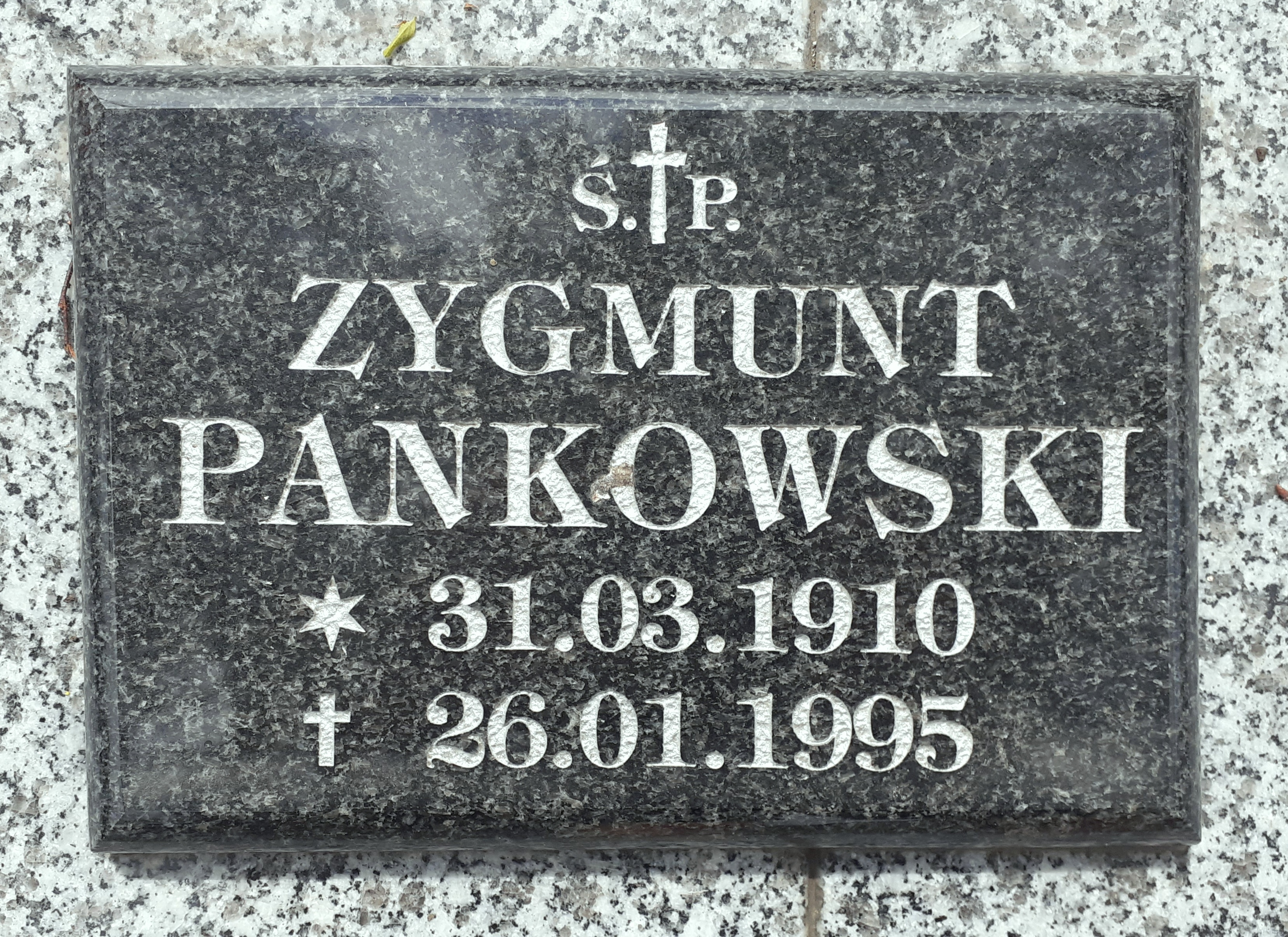
Tabliczka nagrobna Zygmunta Pankowskiego

Zygmunt Antoni Pankowski urodził się 31 marca 1910. Był synem Władysława (1884-1951, pracownik fabryki maszyn i wagonów w Sanoku, kupiec) i Marii z domu Zielińskiej (1888-1978). Miał młodszego brata Mariana (1919-2011, literat). Rodzina Pankowskich zamieszkiwała przy ulicy Kolejowej w Sanoku.
W 1930 zdał egzamin dojrzałości w Państwowym Gimnazjum im. Królowej Zofii w Sanoku. Po maturze podjął pracę w Poczcie Głównej we Lwowie. Był tam zatrudniony do 1939.
Po wybuchu II wojny światowej 1939 w czasie kampanii wrześniowej w trakcie ucieczki otrzymał pomoc od ukraińskiego małżeństwa. Po nastaniu okupacji sowieckiej był zatrudniony w Jaworowie. Przebywał we Lwowie, gdzie nadal pracował na poczcie. Po ataku Niemiec na ZSRR z 22 czerwca 1941 powrócił do Sanoka, będącego od początku wojny pod okupacją niemiecką. Rano 2 marca 1942 w rodzinnym domu został aresztowany przez gestapo wraz ze swoim bratem Marianem. Tego samego dnia zostali osadzeni w więzieniu w Sanoku – formalnie 3 marca 1942. Początkowo obaj trafili do celi przejściowej (umieszczono także innych sanoczan zatrzymanych w ramach fali aresztowań po „wsypie” w sanockiej konspiracji), a następnie zostali umieszczeni w innych celach. W 13. dniu od aresztowania Zygmunt był przesłuchiwany w budynku gestapo m.in. przez Leo Humeniuka i Johanna Lipskiego vel Lindego w sprawie o przynależność do Związku Walki Zbrojnej. W sanockim więzieniu był przetrzymywany przez prawie sześć miesięcy, zaś wobec braku dowodów na działalność w ZWZ został zwolniony 22 sierpnia 1942. 
Potem był kierownikiem urzędu pocztowego nr 2 w dzielnicy Posada w Sanoku. Pracując na tym stanowisku w okresie od wiosny 1943 do kresu okupacji niemieckiej w Sanoku tj. do sierpnia 1944 działał na rzecz miejscowego obwodu Armii Krajowej, aczkolwiek formalnie nie był zaprzysiężony do organizacji (w tym zakresie przejmował korespondencję kierowaną przez konfidentów do gestapo i informował o tym struktury podziemne). Ponadto w jego miejscu pracy działała skrzynka kontaktowa AK. Po nadejściu frontu wschodniego w 1944 uruchomił browar w Zarszynie, którego został dyrektorem.
Zmarł 26 stycznia 1995 Sanoku. Został pochowany w grobowcu rodzinnym na Cmentarzu Centralnym w Sanoku w starej części przy ulicy Matejki. Był żonaty z Jadwigą (1922-2018).

## Upamiętnienie
Był autorem relacji z okresu, które posłużyły do napisania opracowań historycznych. Historia aresztowania i uwięzienia Zygmunta Pankowskiego została obszernie opisana w rozdziale „Wsypa” w książce pt. Kryptonim „San”. Żołnierze sanockiego Obwodu Związku Walki Zbrojnej – Armii Krajowej 1939-1944, autorstwa Andrzeja Brygidyna z 1992. 
Na początku lat 90. był zwolennikiem nieznanych jeszcze publicznie wierszy poety Janusza Szubera, polecając je swojemu bratu Marianowi. Za namową Janusza Szubera od lata 1994 nagrywał w wersji audio swoje wspomnienia z czasów lwowskich, które po ukończeniu przesłał Jerzemu Janickiemu.
Marian Pankowski określił swojego brata Zygmunta mianem wirtuoza sanockiej polszczyzny, zadedykował jemu powieść pt. Granatowy Goździk z 1972. Inny sanocki poeta Janusz Szuber napisał wiersz pt. Żegnając Zygmunta P., opublikowany w tomiku poezji pt. Pan Dymiącego Zwierciadła z 1996. Szuber nazwał Zygmunta Pankowskiego znakomitym gawędziarzem oraz wspaniałą postacią i niezwykłym człowiekiem. Ciepło o Zygmuncie Pankowskim wypowiedział się także Waldemar Bałda w swojej książce pt. Sowa i bocian. Opowieść o Posadzie Olchowskiej – III dzielnicy Miasta Sanoka z 2012.